# Miss Paramount
Singles de Indochine
L'Aventurier
(1982) Kao-Bang
(1983)
Pistes de Le Péril jaune
Tankin
(6) Shangaï
(8)
Miss Paramount est une chanson d'Indochine parue dans l'album Le Péril jaune en 1983. Indochine voulait sortir le titre La Sécheresse du Mékong en single, mais la maison de disques préféra Miss Paramount. 

## Succès
La chanson se classe à la 14e place des ventes en France au printemps 1984. 

## Classements par pays
| Pays     | Meilleure position |
| -------- | ------------------ |
| France   | 14                 |
| Belgique | -                  |
| Suisse   | -                  |
| Suède    | -                  |